# 杰克·艾希顿
杰克·艾希顿（Jack Ashton）是英国演员，以饰演英国广播公司（BBC）电视连续剧《呼叫助产士》中的Rev·汤姆·赫里沃德（Rev. Tom Hereward）而闻名。
艾希顿与幕上合演主角海伦·乔治在恋爱。2017年9月，他们的女儿 Wren Ivy 出生。